# تاريخ الشامية
مدينة الشامية هي إحدى أهم مدن الفرات الأوسط تقع في محافظة الديوانية وهي ثاني أكبر مدنها بعد مدينة الديوانية، إذ اُسِسَت كمدينة حديثة في العهد العثماني عام 1822م وسميت في وقتها آنذاك بالحميدية نسبة إلى السلطان العثماني عبد الحميد الأول إذ جرت العادة في العهد العثماني أن تسمى المدن بأسماء السلاطين العثمانيين وبعدها سميت بالشامية بعد قيام المملكة العراقية في حملة تغيير الأسماء والألقاب العثمانية إذ تم تسميتها بالشامية نسبةً إلى الاسم القديم «شوميا» وقيل لأنها كانت محط استراحة للقوافل بين بلاد الشام والعراق أو نسبة إلى ضفة الفرات التي تسمى بهذا الاسم.

## العصر الإسلامي
عرفت في التاريخ ب (شوميا) قاله ياقوت الحموي في معجم البلدان: «موضع في بقعة الكوفة، نزله جيش مهران لمحاربة المثنى والمسلمين وهي موضع دار الرزق في الكوفة» وفي تاريخ الطبري وتاريخ دمشق لإبن عساكر: «أن العجم لما أذن لهم في العبور نزلوا شوميا موضع دار الرزق، فتَعَبوا هنالك».

## العصر العثماني
كان مركز القضاء واقعاً على تل الزهيرية وأول ممثل فيه للحكومة هو الأمير حطاب بن شلال بن نجم بن عبد الله عم وادي شفلح شلال نجم بن عبد الله شيخ زبيد وذلك سنة 1844م.
ثم انتقل مركز القضاء إلى الشنافية ولم يدم أكثر من سنة وكان القائمقام في الشنافية «أحمد أفندي» ثم انتقل مركز القضاء إلى أم البعرور وذلك سنة 1872م وكان القائمقام فيه «علي بك» ثم انتقل مركز القضاء إلى الحميدية في زمن القائمقام نشأت أفندي بن بكر أفندي سنة 1897م ثم نقل مركز القضاء إلى أبو صخير سنة 1910م في زمن القائمقام «عاكف بك الآلوسي» إلى ان عاد اخيراً إلى الحميدية في زمن القائمقام «شوكت أفندي» عام 1914م.

## العصر الحديث
كانت قبل عام 1920م تسمى لواء عموم الشامية والنجف إذ أن سلطة الانتداب البريطاني شكلت مناطق إدارية في عموم العراق باسم (لواء)، ومنها (لواء عموم الشامية والنجف) ويقوم بإدارة هذا اللواء ضابط بريطاني بمنصب (حاكم سياسي)، وكان مقر هذا اللواء مدينة النجف ثم نقل فيما بعد إلى الكوفة. وكان الكابتن أف.سي.سي بلفور أول حاكم سياسي للواء عموم الشامية والنجف في تشرين الاول 1917م حتى حزيران 1918م حيث تلاه المستر وينكت في 6 حزيران 1918م وأعقبه الميجر نوربيري من عام 1918م حتى عام 1920م.
إدارياً كان يتبع للواء عموم الشامية والنجف منطقتان هما:
1- منطقة (الشامية الشرقية) ومركزها (أم البعرور) فكان أول معاون للحاكم السياسي فيها هو الكابتن جي.اس.مان إذ تعين فيها بتاريخ 3 سبتمبر 1919م وتضم: (المهناوية، غماس، أبو شورة).
2- منطقة (الشامية الغربية) ومركزها (أبو صخير) وتلحق بها المشخاب وقد تعاقب على إدارتها وبصفة معاون حاكم سياسي كل من: محمود ندكم الطبقچلي وبيرتيرو والكابتن لابل وهوبكنز وأاوكنر.
كان دور لواء عموم الشامية والنجف في الثورة العراقية عظيماً لما يضمه اللواء من مناطق مثل: الشامية والنجف والكوفة وأبي صخير والمشخاب والمهناوية والعباسية وغماس. وبعد قيام ثورة النجف في 21 مارس 1918م ومقتل حاكم النجف السياسي الكابتن وليم.ام مارشال وما تبعها من ويلاتٍ ومآسٍ وضرباتٍ موجعةٍ أنزلتها السلطات البريطانية على النجفيين من اعدام ونفي وحصار جائر، ظن الانجليز انهم قد سحقوا تلك الثورة الحربية في النجف، ومع هذا فانهم يخشون من سطوتهم ووثوبهم مرة أخرى يكون لها وقع أشد انتقاماً
نستنتج من هذا أن قضاء الشامية الحالي كان لواءاً -محافظة حسب العرف الحالي- يضم أراضي شاسعة تمتد من حدود مدن الكفل والكوفة وتنتهي بحدود العراق مع السعودية، هذا كله حتى عام 1921 إذ بعده تعرضت الشامية للتمزيق بفعل سياسة (فرق تسد) الإستعمارية لأن شيوخ عشائر الشامية (نور الياسري، هادي المكوطر، مجبل ال فرعون، مرزوك العواد، عبد الواحد سكر، وداي العطية) كانوا هم أبطال ثورة العشرين ضد الاحتلال البريطاني فتمت معاقبة الشامية بتقطيع أوصالها على ثلاث محافظات:(الديوانية، النجف الأشرف، المثنى) لمنع التواصل الجغرافي والاجتماعي بين أبنائها إذ تم استقطاع مناطق هور الدخن (تعرف اليوم بناحية العباسية في النجف) والمشخاب وأبو صخير ليتم ضمها لمحافظة النجف الأشرف كما تم استقطاع مساحات شاسعة من جنوب الشامية وضمت لمحافظة المثنى.
 وهكذا تقزمت هذه المدينة جغرافياً وبعدها خمدت تاريخياً فلم تؤثر في الساحة العراقية بعد ذلك.
يذكر التاريخ كذلك ان الزعيم عبد الكريم قاسم عين معلماً في مدرسة القحطانية الابتدائية في قضاء الشامية لواء الديوانية جنوب العراق، وقضى في التدريس سنة واحدة أي من 1931 -1932م.